# 2013 في نيوزيلندا
فيما يلي قوائم الأحداث التي وقعت خلال عام 2013 في نيوزيلندا.

## أفلام
من الأفلام التي صدرت هذه السنة في نيوزيلندا:
- 2 ديسمبر – الهوبيت: قفرة سموغ من إخراج بيتر جاكسون.

## موسيقى

### ألبومات
من الألبومات التي صدرت هذه السنة في نيوزيلندا:
- 27 سبتمبر – البطلة النقية من غناء لورد.

## وفيات

### مارس
- 3 مارس – جوني هانكس (مواليد 1934) ملاكم نيوزيلندي.